# Nadace Codespa
Nadace Codespa je nezisková organizace, která pomáhá chudým lidem a komunitám v rozvojových zemích Asie, Afriky a Ameriky. Společnost byla založena v roce 1985 a sídlí ve Španělsku. Organizaci předsedá král Filip VI. Španělský.
Od počátku své historie podporovala Nadace Codespa rozvojové programy v zemích s úzkými kulturními a historickými vazbami na Španělsko (Latinská Amerika, Karibik). Později rozšířila své mise do dalších částí světa.
Hlavními příjemci pomoci Codespy v Asii jsou Filipíny a Vietnam. Aktivity ve Vietnamu zahrnují takové projekty, jako jsou:
- Posílení výchovy ke zdraví
- Vybavení obcí severní a střední části země a na venkově informačními technologiemi
- Institucionální posílení a rozvoj kapacit zaměstnanců Unie žen na místní úrovni v provincii Yen Bai